# Podokręg Związku Piłki Nożnej w Prudniku
Podokręg Związku Piłki Nożnej w Prudniku (PZPN w Prudniku) – okręgowy związek sportowy z siedzibą w Prudniku, działający na południu województwa opolskiego. Został założony w 1945 roku.

## Historia
W maju 1945 w Zabrzu powstał Podokręg Śląskiego Okręgu Piłki Nożnej, który swoim zasięgiem obejmował Śląsk Opolski. W sierpniu 1945 zarząd Podokręgu Piłki Nożnej w Zabrzu powołał swoją delegaturę z siedzibą w Prudniku, obejmującą powiaty: prudnicki, nyski, głubczycki, niemodliński, raciborski i kozielski. Podstawowym celem delegatury w Prudniku było inspirowanie powstawania klubów piłkarskich i pomoc w ich organizowaniu. Ważnym zadaniem było przygotowanie i przeprowadzenie rozgrywek kwalifikujących poszczególne drużyny na terenie prudnickiej delegatury do odpowiednich klas rozgrywkowych „A”, „B” i „C”. W organizację delegatury zaangażowali się: major Zygmunt Sobotta, mgr Mieczysław Dobrzaniecki oraz naczelnik poczty w Prudniku – Tadeusz Datko. 15 września 1945 zwołano w Prudniku zebranie miejscowych działaczy sportowych, podczas którego powołano i zarejestrowano pierwszy klub piłkarski na Opolszczyźnie – Pogoń Prudnik. Niedługo potem powstała Plania Racibórz i Grom Nysa.
14 października 1945 ze Śląskiego Związku Piłki Nożnej wyodrębniono Opolski Związek Piłki Nożnej z siedzibą w Zabrzu. 21 września 1946 Delegatura Piłki Nożnej w Prudniku została przekształcona w Podokręg. Tego samego dnia zorganizowano w Prudniku spotkanie wszystkich działaczy klubów piłkarskich regionu prudnickiego. Stanowiło ono zebranie organizacyjne Podokręgu prudnickiego, na którym wybrano pierwsze na tym terenie władze piłkarskie. Prezesem został major Zygmunt Sobolta, a jego zastępcą starosta nyski Wincenty Karuga. Na zebraniu podjęto uchwałę o ilości drużyn w rozgrywkach klasy „B” i „C”. Podokręg Związku Piłki Nożnej w Prudniku obejmował w latach 1945–1950 całą południową część późniejszego województwa opolskiego: od Złotego Stoku do Raciborza włącznie.
W 1950 wprowadzono zasadnicze zmiany w strukturze organizacyjnej sportu w PRL. Agendy Podokręgu w Prudniku przejął Powiatowy Komitet Kultury Fizycznej. Podokręg Piłki Nożnej w Prudniku reaktywowano w styczniu 1957. W 1967 ponownie został przemianowany na delegaturę podporządkowaną Powiatowemu Komitetowi Kultury Fizycznej i Turystyki. W 1976 do Podokręgu prudnickiego na okres dwóch lat przyłączono do rozgrywek klasy B i C drużyny z powiatów nyskiego i grodkowskiego.
19 listopada 2005, z okazji 60. rocznicy istnienia PZPN w Prudniku, wręczono puchary dla klubów: Pogoń Prudnik, Fortuna Głogówek, LZS Czyżowice, LZS Racławia Racławice Śląskie, LZS Ścinawa Nyska, LZS Polonia Biała, LZS Dytmarów, LZS Rzepce, LZS Partyzant Kazimierz, LZS Sudety Moszczanka, LZS Lubrza, LZS Zawada, LZS Polkon Konradów, LZS Dębowiec, LZS Fortuna Mokra-Łącznik, LZS Łąka Prudnicka, LZS Kolnowice, LZS Trzebina, LZS Olszynka, LZS Olbrachcice, LZS Rolnik Biedrzychowice, LZS Chrzelice, LZS Mieszkowice, LZS Rudziczka, LZS Mokra, LUKS Polonia Pogórze, LZS Niemysłowice, Sparta Prudnik, LZS Złoty Potok Jarnołtówek, LZS Głogówek, LZS Farmer Szonów, LZS Grabina-Puszyna i LZS Twardawa. Rada Miejska w Prudniku uchwałą Nr XL/464/2005 z dnia 31 sierpnia 2005 nadała tytuł Zasłużonego dla Miasta i Gminy Prudnik Podokręgowi Związku Piłki Nożnej w Prudniku.

## Prezesi
| Lp. | Prezes              | Kadencja | Kadencja | Źródło |
| Lp. | Prezes              | od       | do       | Źródło |
| --- | ------------------- | -------- | -------- | ------ |
| 1.  | Zygmunt Sobotta     | 1945     | 1948     | [ 3 ]  |
| 2.  | Stanisław Zieliński | 1948     | 1950     | [ 3 ]  |
| 3.  | Jan Kowalski        | 1950     | 1954     | [ 3 ]  |
| 4.  | Wojciech Opaliński  | 1954     | 1954     | [ 3 ]  |
| 5.  | Władysław Siekierka | 1955     | 1969     | [ 3 ]  |
| 6.  | Aleksander Sośnica  | 1969     | 1970     | [ 3 ]  |
| 7.  | Bronisław Fischer   | 1970     | 1976     | [ 3 ]  |
| 8.  | Henryk Nowaczek     | 1976     | 1980     | [ 3 ]  |
| 9.  | Renat Refcio        | 1980     | 2012     | [ 3 ]  |
| 10. | Marian Gul          | 2012     |          | [ 6 ]  |